# Liste des œuvres de Francis Poulenc
Cette liste regroupe toutes les œuvres de Francis Poulenc, d'après le catalogue établi par le musicologue américain Carl B. Schmidt en 1995 (cotation FP).

## Tableau des œuvres
| Légende                 |
| Musique symphonique     |
| Musique de chambre      |
| Musique pour piano seul |
| Musique lyrique         |
| Mélodies                |
| Musique chorale         |
| Musique sacrée          |

| no d'opus  | Titre                                                        | Dates de composition | Date de création  | Effectif                                                                                        | Notes |
| ---------- | ------------------------------------------------------------ | -------------------- | ----------------- | ----------------------------------------------------------------------------------------------- | --- |
| FP.001     | Processional pour la crémation d'un mandarin                 | 1914                 |                   | piano                                                                                           | Détruit ou perdu |
| FP.002     | Préludes                                                     | 1916                 |                   | piano                                                                                           | |
| FP.003     | Rapsodie nègre                                               | 1917 (rév. 1933)     | 11 décembre 1917  | voix (baryton) et petit ensemble orchestral (flûte, clarinette, quatuor à cordes et piano)      | Texte de "Makoko Kangourou" (Marcel Prouille et Charles Moulié). I. Prélude - II. Ronde - III. Honoloulou - IV. Pastorale - V. Final |
| FP.004     | Scherzo pour 2 pianos « Zèbre »                              | 1917                 |                   | 2 pianos                                                                                        | Détruit ou perdu (fragments) |
| FP.005     | Trois Pastorales                                             | 1918                 |                   | piano                                                                                           | |
| FP.006     | Poème sénégalais                                             | 1918                 |                   | piano                                                                                           | Détruit ou perdu |
| FP.007a    | Sonate pour deux clarinettes                                 | 1918 (rév. 1945)     | 5 avril 1919      | 2 clarinettes                                                                                   | Dédiée à Édouard Souberbielle |
| FP.007b    | Sonate                                                       | 1925                 |                   | piano                                                                                           | Réduction pour piano de FP.007a |
| FP.008     | Sonate pour piano à 4 mains                                  | 1918 (rév. 1939)     | 21 décembre 1918  | piano à 4 mains                                                                                 | I. Prélude - II. Rustique - III. Final / Dédiée à Simone Tilliard |
| FP.009     | Prélude-Percussion                                           | 1918                 |                   | percussions                                                                                     | Détruit ou perdu |
| FP.010     | Le Jongleur                                                  | 1918, orch.1919      |                   | piano à 4 mains                                                                                 | Détruit ou perdu |
| FP.011     | Toréador, « chanson hispano-italienne »                      | 1918 (rév. 1932)     |                   | voix et piano                                                                                   | Texte de Jean Cocteau |
| FP.012     | Sonate pour violon et piano (no 1)                           | 1918                 |                   | violon et piano                                                                                 | Détruit ou perdu |
| FP.013     | Sonate pour piano, violon et violoncelle                     | 1918                 |                   |                                                                                                 | Détruit ou perdu |
| FP.014a    | Mouvements perpétuels                                        | 1918                 | 9 février 1919    | piano                                                                                           | Révisé en 1939 et 1962 |
| FP.014b    | Trois mouvements perpétuels                                  | 1925                 |                   | orchestre                                                                                       | Révisé en 1939 et 1962 |
| FP.015a    | Le Bestiaire ou Cortège d’Orphée                             | 1919                 | 8 juin 1919       | voix (baryton) et piano                                                                         | Texte de Guillaume Apollinaire I. Le Dromadaire - II. La Chèvre du Tibet - III. La Sauterelle - IV. Le Dauphin - V. L’Écrevisse - VI. La Carpe |
| FP.015b    | Le Bestiaire ou Cortège d’Orphée                             | 1922                 |                   | voix (baryton) et petit ensemble (flûte, clarinette, basson et quatuor à cordes)                | Orchestration de FP.015a |
| FP.016a    | Cocardes                                                     | 1919                 | 21 février 1920   | voix et piano                                                                                   | Texte de Jean Cocteau I. Miel de Narbonne - II. Bonne d'enfant - III. Enfant de troupe / Dédiées à Georges Auric |
| FP.016b    | Cocardes                                                     | 1939                 |                   | voix (soprano) et petit ensemble (violon, cornet, trombone, grosse caisse et triangle)          | orchestration de FP.016a |
| FP.017a    | Valse en ut                                                  | 1919                 |                   | piano                                                                                           | Extrait de l’œuvre collective Album des Six (avec Georges Auric, Louis Durey, Arthur Honegger, Darius Milhaud, et Germaine Tailleferre) |
| FP.017b    | Valse en ut                                                  | 1932                 |                   | orchestre                                                                                       | orchestration de FP.017a |
| FP.018     | Quadrille à 4 mains                                          | 1919                 |                   | piano à 4 mains                                                                                 | Détruit ou perdu |
| FP.019     | Suite en 3 mouvements                                        | 1920 (rév. 1926)     |                   | piano                                                                                           | I. Presto - II. Andante - III. Vif |
| FP.020a    | Le Gendarme incompris                                        | 1920-21              |                   | 3 voix et ensemble instrumental                                                                 | comédie lyrique en un acte, livret de Jean Cocteau et Raymond Radiguet |
| FP.020b    | Le Gendarme incompris                                        | 1921                 |                   | orchestre                                                                                       | Suite d'orchestre d'après FP.020a I. Ouverture - II. Madrigal - III. Finale |
| FP.021     | Cinq Impromptus                                              | 1920-21              |                   | piano                                                                                           | I. Très agité - II. Allegro vivace - III. Très modéré - IV. Violent - V. Andante |
| FP.022     | Quatre poèmes de Max Jacob                                   | 1921                 | 7 janvier 1922    | voix et quintette à vents (flûte, hautbois, clarinette, basson et trompette)                    | I. Est-il un coin plus solitaire... - II. C'est pour aller au bal - III. Poète et Ténor - IV. Dans le buisson de mimosa / Poèmes de Max Jacob dédiés à Darius Milhaud |
| FP.023-1   | La Baigneuse de Trouville, « carte postale en couleurs »     | 1921                 | 18 juin 1921      | orchestre                                                                                       | Musique de scène extraite de l'œuvre collective Les Mariés de le tour Eiffel, texte de Jean Cocteau (avec Georges Auric, Louis Durey, Arthur Honegger, Darius Milhaud, et Germaine Tailleferre) |
| FP.023-2   | Discours du général                                          | 1921                 | 18 juin 1921      | orchestre                                                                                       | Musique de scène extraite de l'œuvre collective Les Mariés de le tour Eiffel, texte de Jean Cocteau (avec Georges Auric, Louis Durey, Arthur Honegger, Darius Milhaud, et Germaine Tailleferre) |
| FP.024     | Promenades                                                   | 1921 (rév. 1952)     |                   | piano                                                                                           | I. À pied - II. En auto - III. À cheval - IV. En bateau - V. En avion - VI. En autobus - VII. En voiture - VIII. En chemin de fer - IX. À bicyclette - X. En diligence |
| FP.025     | Esquisse pour une fanfare                                    | 1921                 |                   | orchestre                                                                                       | |
| FP.026     | Trois études de pianola                                      | 1921                 |                   | piano                                                                                           | Détruit ou perdu |
| FP.027     | Première suite d'orchestre                                   | 1921                 |                   | orchestre                                                                                       | Détruit ou perdu |
| FP.028     | Quatuor à cordes no 1                                        | 1921                 |                   | chambre                                                                                         | Détruit ou perdu |
| FP.029     | Trio pour piano, clarinette et violoncelle                   | 1921                 |                   | chambre                                                                                         | Détruit ou perdu |
| FP.030     | Marches militaires pour piano et orchestre                   | 1922-30              |                   | orchestre                                                                                       | Détruit ou perdu (fragments) |
| FP.031     | Chanson à boire                                              | 1922                 |                   | chœur d'hommes a cappella                                                                       | Texte anonyme du XVIIe siècle. Version anglaise de J.-V. Hugo |
| FP.032a    | Sonate pour clarinette et basson                             | 1922                 | 4 janvier 1923    | clarinette et basson                                                                            | Dédiée à Audrey Parr |
| FP.032b    | Sonate                                                       | 1945                 |                   | piano                                                                                           | Réduction pour piano de FP.032a |
| FP.033a    | Sonate pour cor, trompette et trombone                       | 1922                 | 4 janvier 1923    | cor, trompette et trombone                                                                      | Dédiée à Raymonde Linossier |
| FP.033b    | Sonate                                                       | 1945                 |                   | piano                                                                                           | Réduction pour piano de FP.032a |
| FP.034     | Caprice espagnol                                             | 1922                 |                   | piano                                                                                           | Détruit ou perdu |
| FP.035     | La Colombe                                                   | 1923                 |                   | opéra en un acte                                                                                | Récitatifs pour l'opéra de Charles Gounod, livret de Jules Barbier et Michel Carré (1860) |
| FP.036a    | Les Biches                                                   | 1923                 | 6 janvier 1924    | orchestre                                                                                       | Ballet en un acte avec chœur sur des textes du XVIIe siècle |
| FP.036b    | Les Biches                                                   | 1939-40              |                   | orchestre                                                                                       | suite d'orchestre d'après FP.036a I. Rondeau - II. Adagietto - III. Rag-mazurka - IV. Andantino - V. Final |
| FP.036c    | Les Biches                                                   | 1923                 |                   | piano                                                                                           | Réduction pour piano de FP.036a I. Ouverture - II. Rondeau - III. Adagietto - IV. Andantino |
| FP.037     | Quintette pour cordes et clarinette                          | 1923                 |                   |                                                                                                 | Détruit ou perdu |
| FP.038a    | Cinq poèmes de Pierre Ronsard                                | 1924-25              |                   | voix et piano                                                                                   | I. Attributs - II. Le Tombeau - III. Ballet - IV. Je n’ai plus que les os - V. À son page |
| FP.038b    | Cinq poèmes de Pierre Ronsard                                | 1934 (?)             |                   | voix et orchestre                                                                               | Orchestration de FP.038a |
| FP.039     | Sonate pour violon et piano (no 2)                           | 1924-25              |                   |                                                                                                 | Détruit ou perdu |
| FP.040     | Napoli                                                       | 1922-25              |                   | piano                                                                                           | I. Barcarolle - II. Nocturne - III. Caprice italien |
| FP.041     | Dorfmusikanten-Sextett von Mozart                            | 1925                 |                   |                                                                                                 | Détruit ou perdu |
| FP.042     | Chansons gaillardes                                          | 1926                 |                   | voix et piano                                                                                   | Textes anonymes du XVIIe siècle I. La Maîtresse volage - II. Chanson à boire - III. Madrigal - IV. Invocations aux Parques - V. Couplets bachiques - VI. L’Offrande - VII. La Belle Jeunesse - VIII. Sérénade                                                                                                |
| FP.043     | Trio pour hautbois, basson et piano                          | 1926                 | 2 mai 1926        | hautbois, basson et piano                                                                       | I. Presto - II. Andante - III. Rondo |
| FP.044     | Vocalise                                                     | 1927                 |                   | voix et piano                                                                                   | |
| FP.045a    | Pastourelle                                                  | 1927                 |                   | orchestre                                                                                       | Ballet extrait de l'œuvre collective L'Éventail de Jeanne (avec Georges Auric, Maurice Delannoy, Pierre-Octave Ferroud, Jacques Ibert, Darius Milhaud, Roland-Manuel, Maurice Ravel, Albert Roussel et Florent Schmitt)                                                                                      |
| FP.045b    | Pastourelle                                                  | 1927                 |                   |                                                                                                 | Réduction pour piano de FP.045a |
| FP.046     | Airs chantés                                                 | 1927-28              |                   | voix et piano                                                                                   | Poèmes de Jean Moréas I. Air romantique - II. Air champêtre - III. Air grave - IV. Air vif |
| FP.047     | Novelettes                                                   | 1927-28              |                   | piano                                                                                           | 1re en ut majeur dédiée à Virginie Liénard / 2e en si bémol mineur dédiée à Louis Laloy |
| FP.048     | Trois Pièces                                                 | 1928                 |                   | piano                                                                                           | I. Pastorale - II. Hymne - III. Toccata |
| FP.049     | Concert champêtre pour clavecin et orchestre                 | 1927-28              | 3 mai 1929        | orchestre                                                                                       | |
| FP.050a    | Pièce brève sur le nom d’Albert Roussel                      | 1929                 |                   | piano                                                                                           | no 3 de l'œuvre collective "Hommage à Roussel" (2 mélodies et 6 pièces de piano par Conrad Beck, Roger Delage, Arthur Honegger, Arthur Hoérée, Jacques Ibert, Darius Milhaud et Alexandre Tansman) paru en supplément de la Revue musicale (avril 1929)                                                      |
| FP.050b    | Pièce brève sur le nom d’Albert Roussel                      | 1949                 |                   | orchestre                                                                                       | |
| FP.051a    | Aubade, concerto chorégraphique pour piano et 18 instruments | 1929                 |                   | orchestre                                                                                       | |
| FP.051b    | Aubade                                                       | 1929                 |                   | piano                                                                                           | Réduction pour piano de FP.051a |
| FP.052     | Fanfare                                                      | 1929 (?)             |                   | voix et piano (?)                                                                               | Détruit ou perdu |
| FP.053     | Valse                                                        | 1929                 |                   | piano                                                                                           | Détruit ou perdu |
| FP.054     | Sonate pour violon et piano (no 3)                           | 1929                 |                   |                                                                                                 | Détruit ou perdu |
| FP.055     | Épitaphe                                                     | 1930                 |                   | voix (baryton ou mezzo-soprano) et piano                                                        | Texte de François de Malherbe |
| FP.056     | Huit Nocturnes                                               | 1929-38              |                   | piano                                                                                           | I. en ut M - II. Bal des jeunes filles ( fa M) - III. Les Cloches de Malines ( fa M) - IV. Bal fantôme ( ut m) - V. Phalènes (ré m) - VI. en sol M - VII. en mi bémol M - VIII. Pour servir de coda au cycle ( sol M)                                                                                        |
| FP.057     | Trois poèmes de Louise Lalanne                               | 1931                 |                   | voix (soprano) et piano                                                                         | I. Le Présent (Marie Laurencin) - II. Chanson (Guillaume Apollinaire) - III. Hier (Marie Laurencin) |
| FP.058     | Quatre poèmes de Guillaume Apollinaire                       | 1931                 |                   | voix (baryton ou mezzo-soprano) et piano                                                        | I. L'Anguille - II. Carte postale - III. Avant le cinéma - IV. 1904 |
| FP.059     | Cinq poèmes de Max Jacob                                     | 1931                 |                   | voix et piano                                                                                   | I. Chanson bretonne - II. Le Cimetière - III. La Petite servante - IV. Berceuse - V. Souric et Mouric |
| FP.060     | Le Bal masqué, « cantate profane »                           | 1932                 | 20 avril 1932     | voix (baryton ou mezzo-soprano) et orchestre de chambre                                         | Texte de Max Jacob, composé pour Marie-Laure et Charles de Noailles |
| FP.060.I   | Caprice en ut majeur                                         | 1932                 |                   | piano                                                                                           | réduction pour piano du Final de FP.060.I |
| FP.060.II  | Intermède en ré mineur                                       | 1932                 |                   | piano                                                                                           | réduction pour piano d'un extrait de FP.060.I |
| FP.060.III | Bagatelle en ré mineur pour violon et piano                  | 1932                 |                   | violon et piano                                                                                 | réduction pour piano d'un extrait de FP.060.I |
| FP.061     | Concerto en ré mineur pour deux pianos et orchestre          | 1932                 | 5 septembre 1932  | orchestre                                                                                       | |
| FP.062     | Valse-improvisation sur le nom de BACH                       | 1932                 |                   | piano                                                                                           | no 3 de la pièce collective Hommage à J.S. Bach (avec Albert Roussel, Alfredo Casella, Gian Francesco Malipiero et Arthur Honegger) |
| FP.063     | Improvisations nos 1 à 10                                    | 1932-34              |                   | piano                                                                                           | no 10 « Éloge des gammes » |
| FP.064     | Intermezzo                                                   | 1933                 | 1er mars 1933     |                                                                                                 | Musique de scène pour la pièce de Jean Giraudoux |
| FP.065     | Villageoises (6 petites pièces enfantines)                   | 1933                 |                   | piano                                                                                           | I. Valse tyrolienne - II. Staccato - III. Rustique - IV. Polka - V. Petite ronde - VI. Coda |
| FP.066     | Pierrot                                                      | 1933                 |                   | voix et piano                                                                                   | Poème de Théodore de Banville |
| FP.067     | Petrus                                                       | 1932                 |                   | ?                                                                                               | Détruit ou perdu |
| FP.068     | Feuillets d’album                                            | 1933                 |                   | piano                                                                                           | I. Ariette - II. Rêve - III. Gigue |
| FP.069     | Huit chansons polonaises                                     | 1934                 |                   | voix et piano                                                                                   | Textes anonymes en français et polonais I. La Couronne - II. Le Départ - III. Les Gars polonais - IV. Le Dernier Mazour - V. L'Adieu - VI. Le Drapeau blanc - VII. La Vistule - VIII. Le Lac |
| FP.070     | Presto en si bémol majeur                                    | 1934                 |                   | piano                                                                                           | Très courte pièce dédiée à Vladimir Horowitz |
| FP.071-1   | Intermezzo no 1 en ut majeur                                 | 1934                 |                   | piano                                                                                           | |
| FP.071-2   | Intermezzo no 2 en ré bémol majeur                           | 1934                 |                   | piano                                                                                           | |
| FP.072     | Humoresque                                                   | 1934                 |                   | piano                                                                                           | |
| FP.073     | Badinage                                                     | 1934                 |                   | piano                                                                                           | |
| FP.074     | Villanelle                                                   | 1934                 |                   | pipeau ou flûte à bec et piano                                                                  | Dédiée à Louise Hanson-Dyer |
| FP.075     | Quatre chansons pour enfants                                 | 1934-35              |                   | voix et piano                                                                                   | Texte de Jean Nohain I. Nous voulons une petite sœur - II. La Tragique Histoire du petit René - III. Le Petit Garçon trop bien portant - IV. Monsieur Sans-souci |
| FP.076     | La Belle au bois dormant                                     | 1936                 |                   |                                                                                                 | Musique du film publicitaire de Alexandre Alexeieff |
| FP.077     | Cinq poèmes de Paul Éluard                                   | 1935                 |                   | voix et piano                                                                                   | I. Peut-il se reposer ? - II. Il la prend dans ses bras - III. Plume d’eau claire - IV. Rôdeuse au front de verre - V. Amoureuse |
| FP.078     | La Reine Margot                                              | 1935                 | 26 novembre 1935  |                                                                                                 | Musique de scène pour la pièce d’Édouard Bourdet en collaboration avec Georges Auric |
| FP.079a    | À sa guitare                                                 | 1935                 |                   | voix et piano (ou harpe)                                                                        | Poème de Ronsard d'après FP.078 |
| FP.079b    | À sa guitare                                                 | 1935                 |                   | voix et orchestre                                                                               | Orchestration de FP.079a |
| FP.080a    | Suite française d'après Claude Gervaise (XVIe siècle)        | 1935                 |                   | orchestre                                                                                       | I. Bransle de Bourgogne - II. Pavane - III. Petite marche militaire - IV. Complainte - V. Bransle de Champagne - VI. Sicilienne - VII. Carillon |
| FP.080b    | Suite française d'après Claude Gervaise                      | 1935                 |                   | piano                                                                                           | réduction pour piano de FP.080a |
| FP.081     | Sept Chansons                                                | 1936                 | 21 mai 1937       | chœur a cappella                                                                                | I. Blanche Neige (Guillaume Apollinaire) - II. À peine défigurée (Paul Éluard) - III. Par une nuit nouvelle (Paul Éluard) - IV. Tous les droits (Paul Éluard) - V. Belle et ressemblante (Paul Éluard) - VI. Marie (Guillaume Apollinaire) - VII. Luire (Paul Éluard)                                        |
| FP.082a    | Litanies à la Vierge Noire (Notre-Dame de Rocamadour)        | 1936                 | 17 novembre 1936  | chœur de femmes (ou d’enfants) et orgue                                                         | |
| FP.082b    | Litanies à la Vierge Noire                                   | 1936                 | 3 mai 1937        | chœur de femmes (ou d’enfants) et orchestre (cordes et timpani)                                 | Orchestration de FP.082a |
| FP.083     | Petites Voix                                                 | 1936                 |                   | chœur à 3 voix de femmes (ou d'enfants) a cappella                                              | Paroles de Madeleine Ley I. La Petite Fille sage - II. Le Chien perdu - III. En rentrant de l'école - IV. Le Petit garçon malade - V. Le Hérisson |
| FP.084     | Les Soirées de Nazelles                                      | 1930-36              |                   | piano                                                                                           | I. Préambule - II. Variation - III. Cadence - IV. Final |
| FP.085     | Plains-chants de Cocteau                                     | 1936                 |                   | voix et piano                                                                                   | Détruit ou perdu |
| FP.086     | Tel jour telle nuit                                          | 1936-37              | 3 février 1937    | voix et piano                                                                                   | Poèmes de Paul Éluard I. Bonne journée - II. Une ruine coquille vide - III. Le Front comme un drapeau perdu - IV. Une roulotte couverte en tuiles - V. À toutes brides - VI. Une herbe pauvre - VII. Je n’ai envie que de t’aimer - VIII. Figure de force brûlante et farouche - IX. Nous avons fait la nuit |
| FP.087     | Bourrée, au pavillon d’Auvergne                              | 1937                 |                   | piano                                                                                           | Extrait de l'œuvre collective À l’exposition, 1937 |
| FP.088     | Deux marches et un intermède                                 | 1937                 |                   | orchestre                                                                                       | I. Marche 1889 - II. Intermède champêtre - III. Marche 1937 |
| FP.089     | Messe en sol majeur                                          | 1937                 | 3 avril 1938      | chœur mixte à quatre voix et soprano solo                                                       | |
| FP.090     | Sécheresses                                                  | 1937                 |                   | chœur mixte et orchestre                                                                        | Cantate sur des textes d'Edward James I. Les Sauterelles - II. Le Village abandonné - III. Le Faux avenir - IV. Le Squelette de la mer |
| FP.091     | Trois poèmes de Louise de Vilmorin                           | 1937                 | 28 novembre 1938  | voix et piano                                                                                   | I. Le Garçon de Liège - II. Au-delà - III. Aux officiers de la garde blanche |
| FP.092     | Le Portrait                                                  | 1938                 |                   | voix et piano                                                                                   | Poème de Colette |
| FP.093     | Concerto en sol mineur pour orgue, cordes et timbales        | 1938                 | 21 juin 1939      | orchestre                                                                                       | |
| FP.094     | Deux poèmes de Guillaume Apollinaire                         | 1938                 |                   | voix et piano                                                                                   | I. Dans le jardin d'Anna - II. Allons plus vite |
| FP.095     | Priez pour paix                                              | 1938                 |                   | voix et piano                                                                                   | Paroles de Charles d'Orléans |
| FP.096     | La Grenouillère                                              | 1938                 |                   | voix et piano                                                                                   | Poème de Guillaume Apollinaire |
| FP.097     | Quatre motets pour un temps de pénitence                     | 1938-39              |                   | chœur mixte à quatre voix a cappella                                                            | I. Timor et tremor - II. Vinea mea electa - III. Tenebrae factae sunt - IV. Tristis est anima mea |
| FP.098     | Miroirs brûlants                                             | 1938-39              |                   | voix et piano                                                                                   | Poèmes de Paul Éluard I. Tu vois le feu du soir, - II. Je nommerai ton front |
| FP.099     | Ce doux petit visage                                         | 1939                 |                   | voix et piano                                                                                   | Poèmes de Paul Éluard |
| FP.100     | Sextuor                                                      | 1932 (rév. 1939-40)  | 13 décembre 1933  | flûte, hautbois, clarinette, basson, cor et piano                                               | I. Allegro vivace - II. Divertissement - III. Finale Deuxième version créée le 9 décembre 1940. Dédiée à Georges Salles |
| FP.101     | Fiançailles pour rire                                        | 1939                 | 21 mai 1942       | voix et piano                                                                                   | Poèmes de Louise de Vilmorin I. La Dame d'André - II. Dans l'herbe - III. Il vole - IV. Mon cadavre est doux comme un gant - V. Violon - VI. Fleurs |
| FP.102     | Bleuet                                                       | 1939                 |                   | voix et piano                                                                                   | Poème de Guillaume Apollinaire |
| FP.103     | Suite française d'après Claude Gervaise                      | 1939                 |                   | piano                                                                                           | |
| FP.104     | Deux préludes posthumes et une gnossienne                    | 1939                 |                   | orchestre de chambre                                                                            | orchestration des pièces d'Erik Satie I. Fête donnée par les chevaliers normands en l'honneur d'une jeune demoiselle - II. Premier prélude nazaréen - III. Troisième gnossienne |
| FP.105     | Mélancolie                                                   | 1940                 |                   | piano                                                                                           | |
| FP.106     | Léocadia                                                     | 1940                 | 1er décembre 1940 |                                                                                                 | Musique de scène pour la pièce de Jean Anouilh |
| FP.106-Ia  | Les Chemins de l’amour                                       | 1940                 |                   | voix et piano                                                                                   | Valse chantée tirée de la musique de scène FP.106 |
| FP.106-Ib  | Les Chemins de l’amour                                       | 1940                 |                   | voix et petit ensemble orchestral (clarinette, basson, violon, contrebasse, piano)              | Orchestration de FP.106-Ia |
| FP.107     | Banalités                                                    | 1940                 |                   | voix et piano                                                                                   | Poèmes de Guillaume Apollinaire I. Chanson d’Orkenise - II. Hôtel - III. Fagnes de Wallonie - IV. Voyage à Paris - V. Sanglots |
| FP.108     | Colloque                                                     | 1940                 |                   | voix (soprano, baryton) et piano                                                                | Paroles de Paul Valéry |
| FP.109     | Exultate Deo                                                 | 1941                 |                   | chœur mixte à quatre voix                                                                       | Sous-titré Motet pour les fêtes solennelles, dédié à Georges Salles |
| FP.110     | Salve Regina                                                 | 1941                 |                   | chœur mixte à quatre voix                                                                       | Dédié à Hélène Salles |
| FP.111a    | Les Animaux modèles                                          | 1940-41              | 8 août 1942       | orchestre                                                                                       | Ballet en un acte d’après les Fables de La Fontaine |
| FP.111b    | Les Animaux modèles                                          | 1942                 |                   | orchestre                                                                                       | Suite d'orchestre d'après FP.111a 6 parties |
| FP.112     | La Fille du jardinier                                        | 1941                 |                   |                                                                                                 | Musique de scène pour la pièce de Charles Exbrayat |
| FP.113     | Improvisation nos 11-12                                      | 1941                 |                   | piano                                                                                           | no 12 « Hommage à Franz Schubert » |
| FP.114     | Un joueur de flûte berce les ruines                          | 1941                 |                   | flûte                                                                                           | Inédit |
| FP.115     | Trio à cordes                                                | 1941                 |                   |                                                                                                 | Détruit ou perdu |
| FP.116     | La Duchesse de Langeais                                      | 1942                 | 27 mars 1942      | Musique du film de Jacques de Baroncelli, adapté du roman d'Honoré de Balzac par Jean Giraudoux | |
| FP.117a    | Chansons villageoises                                        | 1942                 |                   | voix et piano                                                                                   | Textes de Maurice Fombeure I. Chanson du Clair Tamis - II. Les Gars qui vont à la fête - III. C’est le joli printemps - IV. Le Mendiant - V. Chanson de la fille frivole - VI. Le Retour du sergent |
| FP.117b    | Chansons villageoises                                        | 1942                 |                   | voix (baryton) et orchestre de chambre                                                          | |
| FP.118     | Intermezzo no 3 en la bémol majeur                           | 1943                 |                   | piano                                                                                           | |
| FP.119     | Sonate pour violon et piano (no 4)                           | 1942-43 (rév. 1949)  | 21 juin 1943      | violon et piano                                                                                 | I. Allegro con fuoco - II. Intermezzo - III. Presto tragico |
| FP.120     | Figure humaine                                               | 1943                 | 25 mars 1945      | double chœur mixte à six voix a cappella                                                        | Cantate sur un texte de Paul Éluard (traduction anglaise de Rollo Myers) |
| FP.121     | Métamorphoses                                                | 1943                 |                   | voix et piano                                                                                   | Poèmes de Louise de Vilmorin I. Reine des mouettes - II. C'est ainsi que tu es - III. Paganini |
| FP.122     | Deux poèmes de Louis Aragon                                  | 1943                 |                   | voix et piano                                                                                   | I. C - II. Fêtes galantes |
| FP.123     | Le Voyageur sans bagage                                      | 1943                 | 23 février 1944   |                                                                                                 | Musique du film de Jean Anouilh |
| FP.124     | La Nuit de la Saint-Jean                                     | 1944                 |                   |                                                                                                 | Musique de scène pour la pièce de J. M. Barrie |
| FP.125     | Les Mamelles de Tirésias                                     | 1944                 | 3 juin 1947       | Solistes, chœur mixte et orchestre                                                              | Opéra-bouffe en 2 actes et 1 prologue, texte de Guillaume Apollinaire |
| FP.126     | Un soir de neige                                             | 1944                 | 21 avril 1945     | chœur à 4 ou 6 voix mixtes a cappella                                                           | Petite cantate de chambre sur un poème de Paul Éluard |
| FP.127-1   | Montparnasse                                                 | 1941-45              |                   | voix et piano                                                                                   | Poème de Guillaume Apollinaire |
| FP.127-2   | Hyde Park                                                    | 1945                 |                   | voix et piano                                                                                   | Poème de Guillaume Apollinaire |
| FP.128     | Le Soldat et la Sorcière                                     | 1945                 |                   |                                                                                                 | Musique de scène pour la pièce d’Armand Salacrou |
| FP.129     | Histoire de Babar, le petit éléphant                         | 1940-45              | 14 juin 1946      | voix et piano                                                                                   | Mélodrame pour récitant et piano, texte de Jean de Brunhoff, orchestration de Jean Françaix) |
| FP.130     | Huit Chansons françaises                                     | 1945-46              |                   | chœur mixte et chœur d'hommes a cappella                                                        | I. Margoton va t'a l'iau - II. La Belle se sied au pied de la tour - III. Pilons l'orge - IV. Clic, clac, dansez sabots (pour chœur d'hommes) - V. C'est la petit' fill' du prince - VI. La Belle si nous étions (pour chœur d'hommes) - VII. Ah ! mon beau laboureur - VIII. Les Tisserands                 |
| FP.131     | Deux mélodies sur des poèmes de Guillaume Apollinaire        | 1946                 |                   | voix et piano                                                                                   | I. Le Pont - II. Un poème |
| FP.132     | Paul et Virginie                                             | 1946                 |                   | voix et piano                                                                                   | Texte de Raymond Radiguet |
| FP.133     | Quatuor à cordes no 2 « Place Pereire »                      | 1946                 |                   |                                                                                                 | Détruit ou perdu |
| FP.134     | Le Disparu                                                   | 1947                 |                   | voix et piano                                                                                   | Poème de Robert Desnos |
| FP.135     | Main dominée par le cœur                                     | 1947                 |                   | voix (soprano) et piano                                                                         | Poème de Paul Éluard |
| FP.136     | Trois chansons de Federico García Lorca                      | 1947                 |                   | voix et piano                                                                                   | I. L’Enfant muet - II. Adeline à la promenade - III. Chanson à l’oranger sec |
| FP.137     | Mais mourir                                                  | 1947                 |                   | voix et piano                                                                                   | Poème de Paul Éluard |
| FP.138     | L'Invitation au château                                      | 1947                 | 5 novembre 1947   |                                                                                                 | Musique de scène pour la pièce de Jean Anouilh |
| FP.139     | Amphitryon                                                   | 1947                 | 5 décembre 1947   |                                                                                                 | Musique de scène pour la pièce de Molière (1668) par la compagnie Renaud-Barrault au théâtre Marigny. |
| FP.140     | Calligrammes                                                 | 1948                 |                   | voix et piano                                                                                   | Poèmes de Guillaume Apollinaire I. L’Espionne - II. Mutation - III. Vers le Sud - IV. Il pleut - V. La Grâce exilée - VI. Aussi bien que les cigales - VII. Voyage |
| FP.141     | Sinfonietta                                                  | 1947                 | 24 octobre 1948   | orchestre                                                                                       | I. Allegro con fuoco - II. Molto vivace - III. Andante cantabile - IV. Final |
| FP.142     | Quatre petites prières de Saint François d’Assise            | 1948                 |                   | chœur d'hommes à quatre voix a cappella                                                         | I. Salut, dame Sainte - II. Tout puissant, très saint - III. Seigneur, je vous en prie - IV. Ô mes très chers frères |
| FP.143     | Sonate pour violoncelle et piano                             | 1940-48 (rév. 1953)  | 18 mai 1949       | violoncelle et piano                                                                            | Dédiée à Pierre Fournier et Marthe Bosredon |
| FP.144     | Hymne                                                        | 1947                 |                   | voix (basse) et piano                                                                           | Poème de Jean Racine |
| FP.145     | Les Bijoux de poitrine, mazurka                              | 1949                 |                   | voix et piano                                                                                   | Textes de Louise de Vilmorin Extrait de l'œuvre collective Les Mouvements du cœur, cycle de mélodies à la mémoire de Frédéric Chopin avec Darius Milhaud, Henri Sauguet, Georges Auric, Jean Françaix et Léon Preger créé par le baryton Doda Conrad.                                                        |
| FP.146     | Concerto pour piano et orchestre                             | 1949                 | 6 janvier 1950    | piano et orchestre                                                                              | Nommé en privé par le compositeur de Concerto en casquette |
| FP.147     | La Fraîcheur et le Feu                                       | 1950                 |                   | voix et piano                                                                                   | Poèmes de Paul Éluard I. Rayon des yeux - II. Le matin les branches attisent - III. Tout disparut - IV. Dans les ténèbres du jardin - V. Unis la fraîcheur et le feu - VI. Homme au sourire tendre - VII. La Grande rivière qui va                                                                           |
| FP.148     | Stabat Mater                                                 | 1950-51              | 13 juin 1951      | voix (soprano), chœur mixte à 5 voix et orchestre                                               | Dédié au peintre et décorateur Christian Bérard |
| FP.149     | Le Voyage en Amérique                                        | 1951                 | 31 octobre 1951   | 2 pianos                                                                                        | Musique du film d'Henri Lavorel |
| FP.150     | L'Embarquement pour Cythère                                  | 1951                 |                   | 2 pianos                                                                                        | Valse musette d'après FP.149 |
| FP.151     | Thème varié                                                  | 1951                 |                   | piano                                                                                           | |
| FP.152     | Quatre motets pour le temps de Noël                          | 1951-52              |                   | chœur mixte a cappella                                                                          | I. O magnum mysterium - II. Quem vidistis pastores dicite - III. Videntes stellam - IV. Hodie Christus natus est |
| FP.153     | Matelote provençale                                          | 1952                 |                   | orchestre                                                                                       | Extrait de l'œuvre collective La Guirlande de Campra |
| FP.154     | Ave verum corpus                                             | 1952                 | 25 novembre 1952  | chœur à 3 voix de femmes a cappella                                                             | Motet |
| FP.155     | Capriccio                                                    | 1952                 |                   | 2 pianos                                                                                        | d’après Le Bal masqué (FP.060) / Dédié à Samuel Barber |
| FP.156     | Sonate pour 2 pianos                                         | 1953                 | 2 novembre 1953   | 2 pianos                                                                                        | I. Prologue - II. Allegro molto - III. Andante lirico - IV. Épilogue |
| FP.157     | Parisiana                                                    | 1954                 |                   | voix et piano                                                                                   | Poèmes de Max Jacob I. Jouer du bugle - II. Vous n'écrivez plus ? |
| FP.158     | Rosemonde                                                    | 1954                 |                   | voix et piano                                                                                   | Poème de Guillaume Apollinaire |
| FP.159     | Dialogues des carmélites                                     | 1956                 | 26 janvier 1957   | solistes, chœur mixte et orchestre                                                              | Drame lyrique en 3 actes et 12 tableaux, livret du compositeur d'après Georges Bernanos |
| FP.160     | Bucolique                                                    | 1954                 |                   | orchestre                                                                                       | Extrait de l'œuvre collective Variations sur le nom de Marguerite Long |
| FP.161     | Le Travail du peintre                                        | 1956                 |                   | voix et piano                                                                                   | Poèmes de Paul Éluard I. Pablo Picasso - II. Marc Chagall - III. Georges Braque - IV. Juan Gris - V. Paul Klee - VI. Joan Miró - VII. Jacques Villon |
| FP.162     | Deux mélodies                                                | 1956                 |                   | voix et piano                                                                                   | I. La Souris (Guillaume Apollinaire) - II. Nuage (Laurence de Beylié) |
| FP.163     | Dernier Poème                                                | 1956                 |                   | voix et piano                                                                                   | Poème de Robert Desnos |
| FP.164     | Sonate pour flûte et piano                                   | 1956-57              | 18 juin 1957      | flûte et piano                                                                                  | I. Allegro malinconico - II. Cantilena - III. Presto grazioso À la mémoire de Mme Elizabeth Sprague Coolidge avec la collaboration du flûtiste Jean-Pierre Rampal |
| FP.165     | Ave Maria                                                    | 1957                 |                   | voix et orgue                                                                                   | Extrait de l'opéra Dialogues des carmélites |
| FP.166     | Sonate pour basson et piano                                  | 1957                 |                   | basson et piano                                                                                 | Détruit ou perdu |
| FP.167     | Vive Nadia                                                   | 1957                 |                   | voix et piano                                                                                   | En hommage à Nadia Boulanger |
| FP.168     | Élégie pour cor et piano                                     | 1957                 | 17 février 1958   | cor et piano                                                                                    | En hommage à Dennis Brain |
| FP.169     | Une chanson de porcelaine                                    | 1958                 |                   | voix et piano                                                                                   | Texte de Paul Éluard |
| FP.170     | Improvisations nos 13-14                                     | 1958                 |                   | piano                                                                                           | |
| FP.171     | La Voix humaine                                              | 1958                 | 6 février 1959    | voix (soprano) et orchestre                                                                     | Tragédie lyrique en un acte, livret de Jean Cocteau |
| FP.172     | Laudes de saint Antoine de Padoue                            | 1957-59              |                   | chœur d'hommes à 3 voix a cappella                                                              | I. O Jesu - II. O Proles - III. Laus Regi - IV. Si quaeris |
| FP.173     | Novelette no 3 en mi mineur                                  | 1958-59              |                   | piano                                                                                           | Sur un thème de Manuel de Falla tiré de L'Amour sorcier (1916) |
| FP.174     | Fancy                                                        | 1959                 |                   | voix et piano                                                                                   | D'après Le Marchand de Venise de Shakespeare |
| FP.175     | Élégie pour 2 pianos (en accords alternés)                   | 1959                 |                   | 2 pianos                                                                                        | En hommage à Marguerite de Polignac (dite Marie-Blanche) |
| FP.176     | Improvisation no 15                                          | 1959                 |                   | piano                                                                                           | En hommage à Édith Piaf |
| FP.177     | Gloria en sol majeur                                         | 1959                 | 20 janvier 1961   | voix (soprano), chœur mixte et orchestre                                                        | |
| FP.178     | La Courte Paille                                             | 1960                 |                   | voix et piano                                                                                   | Poèmes de Maurice Carême I. Le Sommeil - II. Quelle aventure ! - III. La Reine de cœur - IV. Ba, be, bi, bo, bu - V. Les Anges musiciens - VI. Le Carafon - VII. Lune d’avril |
| FP.179     | Sarabande pour guitare                                       | 1960                 |                   | guitare                                                                                         | Dédiée à Ida Presti |
| FP.180     | La Dame de Monte-Carlo                                       | 1961                 | 5 décembre 1961   | voix (soprano) et orchestre                                                                     | Poème de Jean Cocteau |
| FP.181     | Sept répons des ténèbres                                     | 1961                 | 11 avril 1963     | voix (soprano enfant), chœur mixte (voix d'enfants et d'hommes) et orchestre                    | Commande de Leonard Bernstein pour l'Orchestre philharmonique de New York |
| FP.182     | Nos souvenirs qui chantent                                   | 1962                 |                   | voix et piano                                                                                   | Texte de Robert Tatry |
| FP.183     | Renaud et Armide                                             | 1962                 |                   |                                                                                                 | Musique de scène pour la pièce de Jean Cocteau (1943) |
| FP.184     | Sonate pour clarinette et piano                              | 1962                 | 10 avril 1963     | clarinette et piano                                                                             | I. Allegro tristamente - II. Romanza - III. Allegro con fuoco |
| FP.185     | Sonate pour hautbois et piano                                | 1962                 | 8 juin 1963       | hautbois et piano                                                                               | I. Élégie - II. Scherzo - III. Déploration |
| FP.???     | Ce siècle a 50 ans                                           | 1950                 | 16 mars 1950      | orchestre                                                                                       | Musique du film documentaire[réf. nécessaire] de Denise Batcheff, Roland Tual et Werner Malbran, en collaboration avec Georges Auric, Henri Sauguet et Jean Wiener. |